# Faro de Gorliz
El faro de Gorliz es un faro situado en el cabo Billano, entre Gorliz y Arminza, frente a la isla Billano, en la provincia de Vizcaya, País Vasco, España. El faro está gestionado por la autoridad portuaria de Bilbao.

## Estructura
Tiene dos estructuras verticales adosadas, una de planta cilíndrica que dispone de una escalera de caracol y otra prismática de base octogonal. El acceso solo puede realizarse desde la playa de Gorliz, gracias a un sendero que atraviesa la finca de la diputación Foral de Vizcaya. Sin embargo, el faro no es visitable.